# آنتانامبائوبه
آنتانامبائوبه (به لاتین: Antanambaobe) یک منطقهٔ مسکونی در ماداگاسکار است که در مانانارا شمالی واقع شده‌است. آنتانامبائوبه ۱۴٬۰۰۰ نفر جمعیت دارد و ۱۷۵ متر بالاتر از سطح دریا واقع شده‌است.